# Bidyanus bidyanus

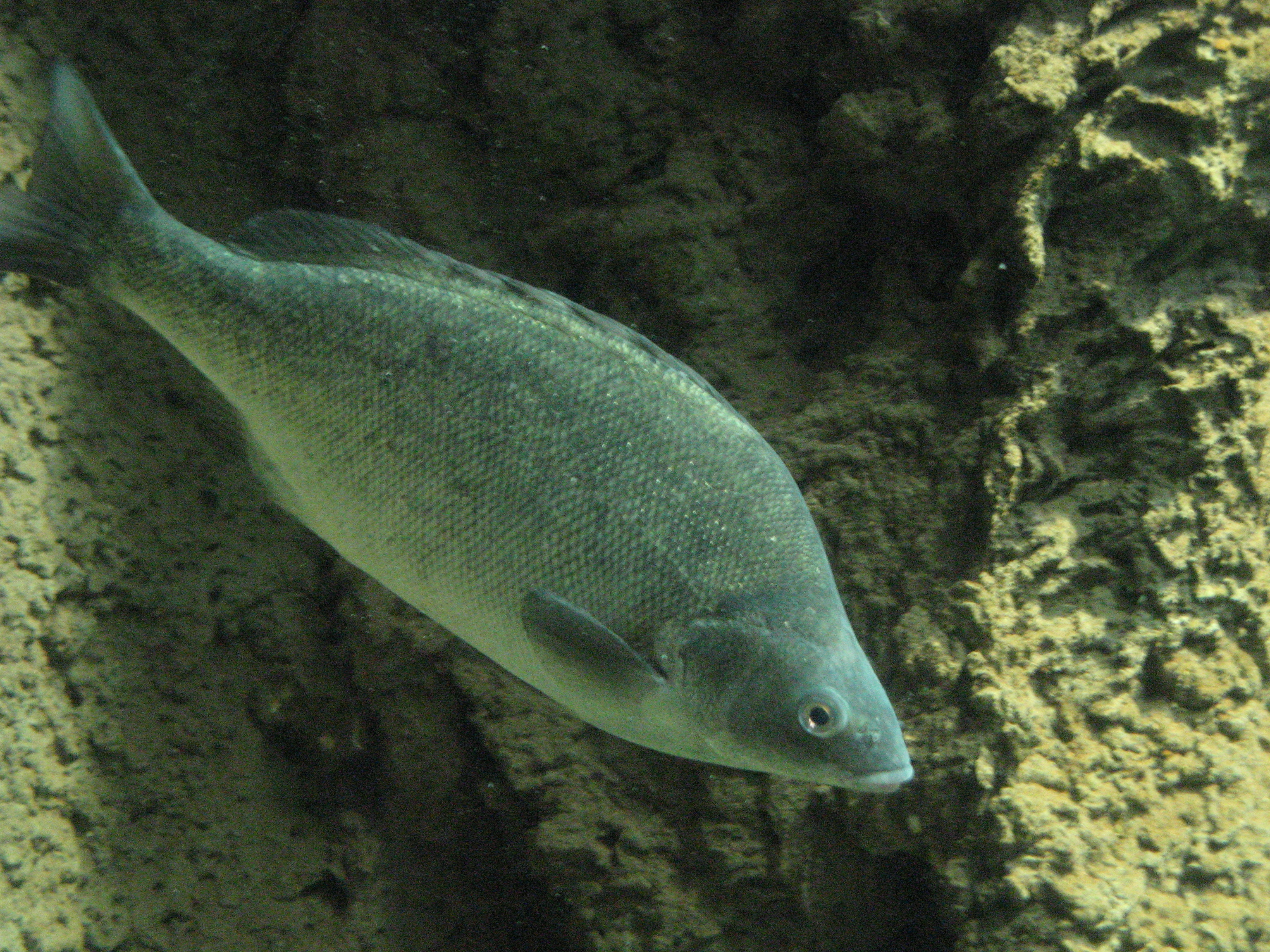
Exemplar im National Zoo & Aquarium in Canberra

Bidyanus bidyanus (engl. Silver Perch oder Bidyan) ist ein australischer Süßwasserfisch und der größte Vertreter aus der Familie der Grunzbarsche (Terapontidae). Er wird in Australien geangelt und ist ein beliebter Speisefisch, der auch in Aquakultur-Farmen gezogen wird.

## Merkmale
Dieser australische Grunzbarsch wird bis zu 40 Zentimeter lang und 8 Kilogramm schwer (typisch sind weniger als 30 Zentimeter und 1,5 Kilogramm). Der Kopf ist relativ klein, das Maul schnabelartig. Der Körper ist silbrig-grau, auch olivgrün oder braun, mit dunkleren Schuppenrändern. Die Schuppen sind relativ klein. Der Bauch ist weißlich, die Flossen gräulich oder schwärzlich gefärbt. Jungfische sind ähnlich gefärbt aber mit dunklen Flecken auf dem Rücken.
- Flossenformel: Dorsale XII–XIII/11–13, Anale III/7–9, Pectorale 16–17.
- Schuppenformel: SL 55–62.

## Vorkommen und Habitat
Bidyanus bidyanus war ursprünglich im gesamten Murray-Darling-Becken verbreitet, mit Ausnahme der Oberläufe. Jetzt ist die Art selten, wurde aber inzwischen in viele andere Flüsse außerhalb des natürlichen Verbreitungsgebietes im südöstlichen Queensland, in New South Wales und im südwestlichen Western Australia eingesetzt.
Die Fische leben in Flüssen und künstlichen Wasserbecken und bevorzugen dort Stellen mit schneller Strömung, z. B. an Wehren oder Stromschnellen. Sie schwimmen in Gruppen nahe der Wasseroberfläche im offenen Wasser. Sie vertragen Temperaturen von 2 bis 37 °C.

## Lebensweise
Diese Grunzbarschart ernährt sich von Insekten, Mollusken, Ringelwürmern und Algen. Laichzeit ist während der Überschwemmungen im australischen Sommer von November bis Januar, wenn die Wassertemperaturen über 23 °C steigen. Die Fische wandern dann weit in die Oberläufe der Flüsse zum Ablaichen. Durch die zahlreichen Hindernisse in Form von Dämmen und Wehren werden diese Wanderungen heute unterbunden, was eine Ursache für die Bedrohung der Art darstellt. Die Weibchen stoßen zahlreiche Eier aus, die im Wasser schwimmen. Die Larven schlüpfen nach etwa 30 Stunden. Die Geschlechtsreife erreichen die Jungfische nach zwei bis drei Jahren.